# Рудна (гмина)
Рудна (пол. Rudna) — сельская гмина (волость) в Польше, входит как административная единица в Любинский повет, Нижнесилезское воеводство. Население 7079 человек (на 2004 год).

## Демография
| Перепись                       | Всего   | Всего | Женщины | Женщины | Мужчины | Мужчины |
| ------------------------------ | ------- | ----- | ------- | ------- | ------- | ------- |
| Единицы                        | человек | %     | человек | %       | человек | %       |
| Население                      | 7079    | 100   | 3545    | 50,1    | 3534    | 49,9    |
| Плотность населения (чел./км²) | 32,7    | 32,7  | 16,4    | 16,4    | 16,3    | 16,3    |

## Сельские округа
1. Бродовице
2. Бродув
3. Быткув
4. Хелм
5. Хобеня
6. Цехловице
7. Гавронки
8. Гавроны
9. Гужин
10. Гвизданув
11. Юшовице
12. Кемблув
13. Клишув
14. Козлице
15. Милогощ
16. Млечно
17. Нарочице
18. Нещыце
19. Ольшаны
20. Орск
21. Радомилув
22. Радошице
23. Рудна
24. Рынарцице
25. Стара-Рудна
26. Студзёнки
27. Тошовице
28. Вондроже
29. Высоке

## Соседние гмины
1. Гмина Грембоцице
2. Гмина Емельно
3. Гмина Любин
4. Гмина Нехлюв
5. Гмина Пенцлав
6. Гмина Польковице
7. Гмина Виньско
8. Гмина Сцинава